# BNR Nieuwsradio
BNR Nieuwsradio è la prima e unica stazione radiofonica nederlandese di notizie 24 ore su 24.

## Formato
| Ore                             | Segmento                                                |
| ------------------------------- | ------------------------------------------------------- |
| Nei giorni feriali: 06:00-20:00 | Notizie / Meteo / Traffico / Sport / Mercato / Politica |
| Nei giorni feriali: 20:00-06:00 | Sintesi della notizia principale della giornata.        |
| Weekend                         | Notizie / Mercato / Politica / Sport / Arte / Cultura   |